# Imre Szellő
Imre Szellő (* 27. Juli 1983 in Cegléd) ist ein ungarischer Profiboxer im Cruisergewicht.

## Amateur-Erfolge
Der rund 1,85 m große Linksausleger bestritt als Amateur mehr als 300 Kämpfe. Er gewann 1999 eine Bronzemedaille im Weltergewicht bei den Kadetten-Europameisterschaften in Baku, 2001 eine Bronzemedaille im Mittelgewicht bei den Junioren-Europameisterschaften in Sarajevo, sowie 2001 die Silbermedaille im Mittelgewicht bei den Junioren-Weltmeisterschaften in Budapest.
Bei den Erwachsenen wurde er 2004 Ungarischer Meister im Mittelgewicht, 2007, 2008, 2009 und 2010 Ungarischer Meister im Halbschwergewicht, sowie 2013 Ungarischer Meister im Schwergewicht. Bei den Weltmeisterschaften 2007 in Chicago schied er erst im Viertelfinale gegen den späteren Silbermedaillengewinner Artur Beterbijew aus und qualifizierte sich damit für die Olympischen Spiele 2008 in Peking. Dort erreichte er mit einem Sieg gegen Luis González das Viertelfinale, ehe er beim Kampf um den Einzug in die Medaillenränge gegen Tony Jeffries unterlag.
Bei den Europameisterschaften 2011 in Ankara gewann er eine Bronzemedaille im Halbschwergewicht, nachdem er erst im Halbfinale gegen Joe Ward ausgeschieden war.
Zudem war er Bronzemedaillengewinner der EU-Meisterschaften 2008 in Władysławowo und Goldmedaillengewinner der EU-Meisterschaften 2009 in Odense. Er besiegte dabei unter anderem Marijo Šivolija, Kenneth Egan und Obed Mbwakongo.
In der Saison 2010/11 boxte er für das Team Memphis Force, sowie von 2011 bis 2014 für das Team Italia Thunder in der World Series of Boxing und gewann 11 von 13 Kämpfen. Er besiegte unter anderem Denys Pojazyka, Džemal Bošnjak, Kennedy Katende, Denys Solonenko und Johann Witt.

## Profikarriere
Sein Profidebüt gewann er am 6. Juni 2014. In seinem zweiten Kampf am 20. September desselben Jahres gewann er den Ungarischen Meistertitel im Cruisergewicht. Er blieb auch in 22 weiteren Kämpfen ungeschlagen und wurde dabei WBO Intercontinental Champion im Cruisergewicht. Er besiegte dabei den Brasilianer Hamilton Ventura, sowie in Titelverteidigungen seinen Landsmann Tamás Tóth und den ungeschlagenen US-Amerikaner Robert Hall. Im Oktober 2018 besiegte er Gusmyr Perdomo, 2009 WBA-WM-Herausforderer von Mikkel Kessler.
Am 19. Oktober 2019 boxte er um die Imterims-Weltmeisterschaft der WBA im Cruisergewicht, verlor jedoch durch K. o. in der siebenten Runde gegen den Belgier Ryad Merhy.